# 호만 전이 궤도

저궤도(1)에서 고궤도(3)으로 이동하는 호만 전위 궤도(2)의 모습.

궤도역학에서 호만 전이 궤도(Hohmann transfer orbit) 또는 호만 궤도(Hohmann orbit)은 같은 평면에서 서로 다른 두 원궤도를 이동하는 데 쓰이는 타원궤도이다.
두 엔진의 충격을 이용하여 우주선 하나는 전이 궤도로 이용하여 다른 하나는 이 궤도에 벗어나서 운동하여 호만 궤도를 통한 궤도 이동이 가능하다. 이 기동은 1925년 독일 과학자 발터 호만이 쓴 책 "Die Erreichbarkeit der Himmelskörper"에서 처음 주장한 사람의 이름을 따서 만들어졌다.

## 설명
위 그림은 낮은 궤도에서 높은 궤도로 이동하는 우주선의 호만 궤도를 나타낸다. 이 궤도는 낮은 원형 궤도에 남으려고 하는 궤도(1의 녹색 궤도)와 높은 원형 궤도로 진입하려고 하는 궤도(3의 빨간 궤도)가 만난 절반의 타원궤도 형태이다. 이 전이(2의 노랑 궤도)는 우주선이 이 타원 궤도를 따라가기 위해 엔진을 점화하면서부터 시작된다. 이는 우주선의 궤도 에너지를 추가하게 된다. 우주선이 대상 궤도에 도달하면, 공전 속도(및 궤도 에너지)는 타원궤도에서 큰 원궤도로 전환하기 위해 다시 증가해야 한다.
궤도의 가역성 때문에, 호만 전이 궤도는 높은 궤도에서 낮은 궤도로 끌어내리고자 할 때도 사용된다. 이 경우에, 우주선의 엔진은 현재 궤도의 반대 방향으로 점화되어 우주선을 느리게 하고 이에 따라 우주선은 낮은 에너지의 타원형 전이 궤도로 옮겨지게 된다. 이후, 우주선이 감속하여 작은 궤도를 돌기 위해 엔진은 낮은 궤도에서 다시 점화된다.
호만 전이 궤도는 즉각적인 속도 변경을 전제로 한다. 하지만 실제로는 가속을 위해 시간이 걸릴 수 있다는 사실 때문에 이를 보상하기 위한 여분의 연료가 필요하다. 이것은 들어오는 시간을 최소화하기 위해 높은 추력 엔진을 통하여 이루어진다. 저추력 엔진은 신중한 시간 간격의 엔진 점화를 통해 초기 원형 궤도를 점진적으로 확대시켜 호만 전이 궤도의 근사 궤도로 이동할 수 있다. 이는 속도 변화가 두 최소 전이 궤도보다 최대 141% 이상 필요하며(아래 참조), 도착하는 시간은 더 많이 걸린다.

## 계산
매우 큰 물체(예를 들어 지구 궤도를 도는 위성) 주위를 도는 또 다른 작은 물체에서, 이 물체의 총 에너지는 운동 에너지와 위치 에너지의 합이며, 이 총 에너지는 평균 거리 {\displaystyle a}의 위치 에너지의 절반과 같다.
{\displaystyle E={\begin{matrix}{\frac {1}{2}}\end{matrix}}mv^{2}-{\frac {GMm}{r}}={\frac {-GMm}{2a}}.\,}
이 방정식을 속도에 대해 풀면 다음과 같은 활력방정식이 나타난다.
{\displaystyle v^{2}=\mu \left({\frac {2}{r}}-{\frac {1}{a}}\right)}
여기서,
- {\displaystyle v\,\!}는 공전하고 있는 물체의 속도이다.
- {\displaystyle \mu =GM\,\!}는 기준 물체의 표준 중력 매개 변수로, {\displaystyle M+m}은 {\displaystyle M}보다 크지 않다고 가정한다.(이는 {\displaystyle v_{M}\ll v}이라는 결과로 유도된다)
- {\displaystyle r\,\!}는 중심 물체에서 운동하는 물체의 거리이다.
- {\displaystyle a\,\!}는 공전 궤도의 긴반지름이다.

따라서, 호만 전이에 필요한 속도 변화량(가속도)는 순간적 충격을 가정하에 다음과 같이 풀 수 있다.
{\displaystyle \Delta v_{1}={\sqrt {\frac {\mu }{r_{1}}}}\left({\sqrt {\frac {2r_{2}}{r_{1}+r_{2}}}}-1\right)},
여기서, 원형 궤도 {\displaystyle r_{1}}에서 타원 궤도 {\displaystyle r=r_{1}}에 진입하면
{\displaystyle \Delta v_{2}={\sqrt {\frac {\mu }{r_{2}}}}\left(1-{\sqrt {\frac {2r_{1}}{r_{1}+r_{2}}}}\,\!\right)},
타원 궤도 {\displaystyle r=r_{2}}에서 원형 궤도 {\displaystyle r_{2}}로 떠날 때, {\displaystyle r_{1}}과  {\displaystyle r_{2}}는 각각 출발할 당시 원형 궤도와 도착할 때의 원형 궤도의 반지름이다. 가장 작은 {\displaystyle r_{1}}과 {\displaystyle r_{2}}는 장축단을 통과하는 호만 타원 전이 궤도이다. 총 {\displaystyle \Delta v}는 다음과 같다.
{\displaystyle \Delta v_{total}=\Delta v_{1}+\Delta v_{2}.}
케플러의 3법칙에 의해, 높은 궤도 또는 낮은 궤도로 이동할 때 두 궤도를 이동하는 시간은 다음과 같다.
{\displaystyle t_{H}={\begin{matrix}{\frac {1}{2}}\end{matrix}}{\sqrt {\frac {4\pi ^{2}a_{H}^{3}}{\mu }}}=\pi {\sqrt {\frac {(r_{1}+r_{2})^{3}}{8\mu }}}}
(전체 타원의 공전 주기의 절반인) {\displaystyle a_{H}\,\!}는 호만 전이 궤도의 긴반지름의 길이에 해당된다.
한 천체에서 다른 천체로 이동할 때에 적용할 때에는 두 천체가 올바르게 정렬할 때 이동하는 것이 매우 중요하다. 목표 지점의 각속도는 다음과 같다.
{\displaystyle \omega _{2}={\sqrt {\frac {\mu }{r_{2}^{3}}}}}
원 물체에서 대상 물체로 이동할 때에 움직일 때의 직선각 α (라디안)은 다음과 같다.
{\displaystyle \alpha =\pi -\omega _{2}t_{H}=\pi \left(1-{\frac {1}{2{\sqrt {2}}}}{\sqrt {\left({\frac {r_{1}}{r_{2}}}+1\right)^{3}}}\right)}

## 예시

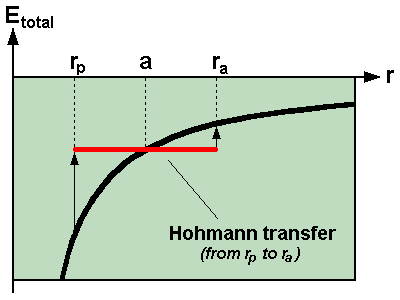
시작시 궤도의 반지름 에서 대상 궤도의 반지름 로 이동하는 호만 전이 궤도의 총 균형 에너지.

정지 천이 궤도를 고려할 때, 시작 지점 r1 = 6,678km (고도 300km)에서 목표 정지 궤도 r2 = 42,164km로 이동할 때를 가정하자.
작은 원궤도의 속력은 7.73km/s이고 높은 원궤도의 속력은 3.07km/s이다. 둘 사이 타원 궤도의 속도는 근일점에서 10.15km/s이고 원일점에서 1.61km/s이다.
두 궤도 차이의 Δv는 따라서 10.15 − 7.73 = 2.42이고 3.07 − 1.61 = 1.46 km/s로 총 3.88 km/s이다.
여기서 물체가 탈출하는 데 필요한 Δv 10.93 − 7.73 = 3.20 km/s보다 대단히 많은 것에 주의해야 한다. 오직 0.78 km/s나 그 이상 (3.20−2.42) 도달할 수 있는 지구 저궤도의 Δv를 적용하는 것은 정지 궤도를 도달하는 데 필요한 탈출 속도 1.46 km/s의 Δv보다 더 적게 이루어진다. 이는 큰 속도에서 특별 공전 에너지와 더 많은 Δv가 주어지게 되고, 에너지 증가는 가능한 한 빨리 Δv에 도달할 경우 최대화되기보다는 오히려 일부가 감소하고 중력에 의해 감속한 이후 더욱 많이 시간이 소요될 것이다(물론, 호만 전이 궤도의 목적은 이와 다르다).

## 같이 보기
- 이중 타원 전이
- 델타-v 예산
- 정지 천이 궤도
- 헤일로 궤도
- 리사주 궤도
- 궤도 목록
- 궤도역학